# 亚历山大·托多尔斯基
亚历山大·伊万诺维奇·托多尔斯基（俄语：Алекса́ндр Ива́нович Тодо́рский，1894年9月8日（17日）—1965年8月27日）苏联军事领袖，中将。曾担任茹科夫斯基空军工程学院院长。

## 生平
1894年，出生于牧师家庭。1918年，入党。1927年，毕业于伏龙芝军事学院。1938年，被捕。1939年，被判15年徒刑。1955年，获得平反。1965年，去世。